# 桑赫斯特
桑赫斯特（英語：Sandhurst）是位於英國英格蘭的一座小鎮。據2001年人口普查，桑赫斯特有人口20,803人，戶數7,966戶。桑赫斯特是世界著名的桑赫斯特皇家軍事學院的所在地。此外桑赫斯特也是一座商業城市，鎮上有大型的購物中心。